# Max Nijman
Max Reinier Nijman (Moengo, 18 maart 1941 – Leiderdorp, 19 januari 2016) bijgenaamd Soulman Number One, was een Surinaams zanger. Zijn repertoire bevat voornamelijk ballads in het sranan tongo.

## Biografie
Naast het zingen werkte Nijman in de bauxiet-industrie. Op zestienjarige leeftijd brak hij door met covers en ging door heel Suriname optreden. Nijman begon in het Engels, maar nadat hij zich in de teksten van zijn grote voorbeeld Brook Benton ging verdiepen besloot hij om in het Surinaams te gaan zingen.
In 1968 verhuisde Nijman naar Nederland waar hij zeven jaar later, onder contract van Dureco, zijn debuutalbum Katibo uitbracht; behalve soul was er ook kaseko, latin en reggae te horen in het Surinaams, Nederlands en Engels. Het titelnummer, Adjossi en Ai Sranan werden zijn bekendste nummers. Deze formule werd voortgezet op de albums Wan Dei Lobi en Ini Wan Dje waarop Nijman samenwerkte met de band van producer Stan Lokhin (bijna alle leden van The Happy Boys). Ook daarna verscheen er nog nieuw plaatwerk.
In 2005 werd Nijman ridder in de Ere-Orde van de Gele Ster. Eind 2012 nam hij vanwege hartproblemen afscheid als zanger. Het afscheid vond plaats in het Anthony Nesty sporthal, in Suriname. Tijdens zijn afscheidsconcert ontving Nijman uit handen van president Bouterse de onderscheiding grootofficier in de Ere-Orde van de Palm. 
In 2013 kwam zijn lied Ai Sranan op nummer 1 terecht van de Srefidensi Top 38, een lijst die door een publieksjury werd gekozen ter gelegenheid van 38 jaar Surinaamse onafhankelijkheid.
In 2014 bracht Top Notch een verzamel-cd uit in de Sranan Gowtu-reeks; Adjossi en andere Poku's bevat nummers uit Nijmans Dureco-periode.
Nijman overleed op 74-jarige leeftijd in het bijzijn van geliefden en familie thuis in Leiderdorp. Er was een grootse afscheidsceremonie in Paradiso.  Op 30 januari 2016 werd hij met staatseer aan de Dr. Sophie Redmondstraat in Suriname begraven.